# Anaitha Nair

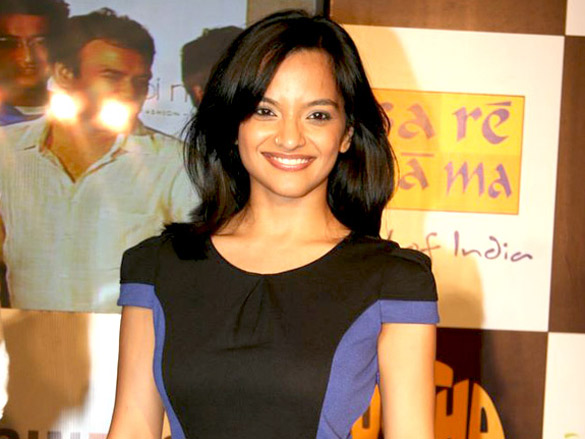
Anaitha Nair (2012)

Anaitha Nair (* 19. Juli 1984 in Bangalore, Karnataka) ist eine indische Film- und Theaterschauspielerin, Sängerin und ehemalige Hockeyspielerin.

## Leben
Nair ist die Tochter eines Malayalams und einer Parsin. Sie besuchte die Frank Anthony Public School in Bangalore und studierte an der Universität Bangalore. Nach Abschluss ihrer Schauspielausbildung zog sie nach Mumbai und wurde durch den Sportfilm Chak De! India – Ein unschlagbares Team bekannt. Auch spielte sie in der indischen Hockeynationalmannschaft der Damen mit.
Neben der Schauspielarbeit ist Nair auch als Sängerin der Band S 5 tätig.